# Freya von Moltke
Freya von Moltke (Colonia, Alemania, 29 de marzo de 1911-Vermont, EE. UU., 1 de enero de 2010) fue una aristócrata miembro del grupo de Resistencia antinazi Círculo de Kreisau, cofundado por su marido, Helmuth James Graf von Moltke durante la Segunda Guerra Mundial.

## Biografía

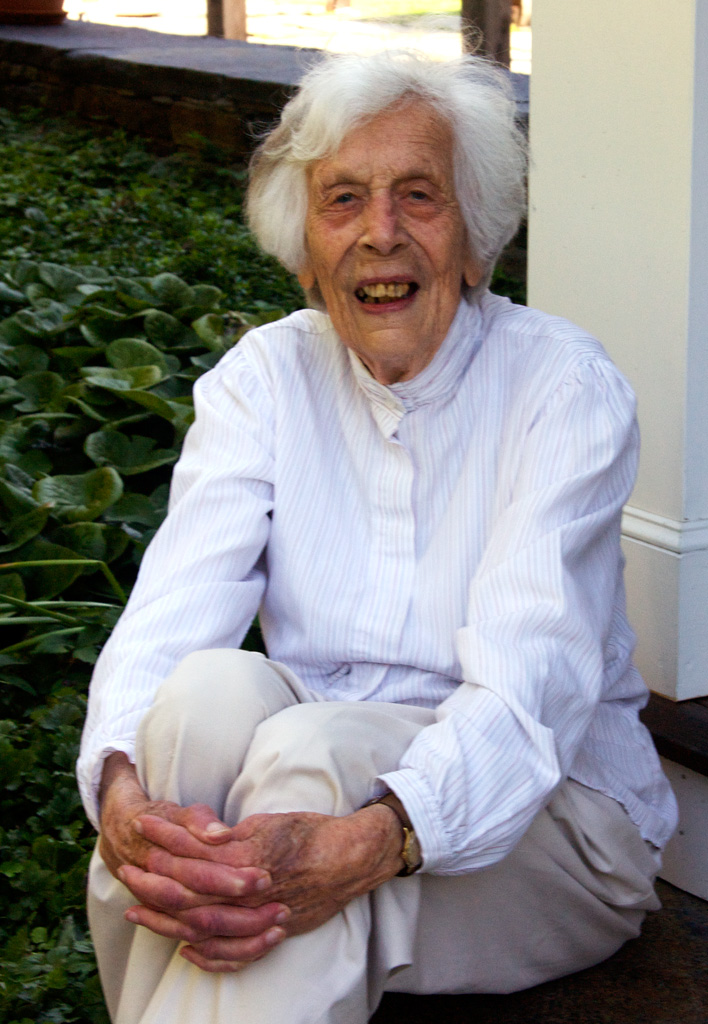
Freya von Moltke en 2009.
Foto: Dorothea von Haeften

Nacida Freya Deichmann, era la hija del banquero Carl Theodor Deichmann y Ada von Schnitzler. Estudió en la Universidad de Bonn y en Breslau donde conoció a su futuro esposo con quien se casó en 1931 y tuvo dos hijos: Helmuth Caspar (1937) y Konrad (1941).
En 1933 se mudaron a Berlón donde ella completó sus estudios de jurista en la Universidad de Humboldt en 1935. En 1939 retornaron a Kreisau en Silesia donde su esposo heredó un latifundio.
Moltke era viuda del militante de la resistencia contra los nazis, Helmuth James Graf von Moltke, ejecutado por el régimen hitleriano por traición, con quien se casó en 1931. Fundaron el Círculo de Kreisau, grupo formado por aristócratas, sacerdotes y diplomáticos favorables a la caída de Adolf Hitler. Algunos de sus miembros planearon el asesinato del dictador con bomba en llamado el complot del 20 de julio en 1944.
Después de finalizar la Segunda Guerra Mundial, se trasladó con sus dos hijos a Polonia y posteriormente a Sudáfrica, donde se dedicó a dar conferencias y charlas sobre la lucha de la resistencia antifascista y a escribir libros sobre esta experiencia.
Posteriormente, en 1960, se trasladó a Norwich (Vermont), en Estados Unidos, donde vivió con Eugen Rosenstock-Huessy, académico de la Universidad de Dartmouth, que huyó de la Alemania nazi. Este falleció en 1973, aunque von Moltke continuó promoviendo las obras de él y de su esposo.
Freya von Moltke publicó varios libros sobre la Resistencia contra el nazismo. Fue enterrada en el cementerio de la ladera en Norwich (Vermont) en los Estados Unidos, donde residía desde de los años sesenta.
La antigua casa de los von Moltke es en la actualidad un centro de servicios para jóvenes y para la promoción de la integración europea.
Su vida inspiró la obra de teatro de Marc Smith llamada  A Journey to Kreisau.
La directora Rachel Freudenburg realizó una documental sobre su vida estrenada en 2010.